# Gent-Wevelgem 2021
Gent-Wevelgem 2021 var den 83. udgave af det belgiske brostens-cykelløb Gent-Wevelgem. Det blev kørt den 28. marts 2021 med start i Ieper (Ypres) og mål i Wevelgem i Flandern. Løbet var tiende arrangement på UCI World Tour 2021.
Aftenen før starten på løbet, meddelte Trek-Segafredo at de trak holdet og deres ryttere fra deltagelse, da én af de planlagt startende ryttere var blevet testet positiv for COVID-19. Dette betød også at den forsvarende mester, danske Mads Pedersen, ikke kunne stille op til forsvar for sidste års sejr. Bora-Hansgrohe stillede heller ikke til start, da en belgisk læge nægtede at holde skulle deltage, på grund af at holdets rytter Matthew Walls ved E3 Saxo Bank Classic to dage før, også var testet positiv for COVID-19.
Syv ryttere kom samlet til mål, og her var Team Jumbo-Vismas belgier Wout van Aert hurtigst, og henviste Giacomo Nizzolo (Team Qhubeka Assos) og Matteo Trentin (UAE Team Emirates) til anden- og tredjepladsen.

## Resultat
| \| Samlede stilling \| Samlede stilling \| Samlede stilling \| Samlede stilling \| Samlede stilling \| \| Rytter \| Rytter \| Hold \| Tid \| \| \| ---------------- \| -------------------- \| -------------------- \| ---------------- \| ---------------- \| \| 1. \| Wout van Aert \| Jumbo-Visma \| 5t 45' 11" \| \| \| 2. \| Giacomo Nizzolo \| Qhubeka Assos \| + 0" \| \| \| 3. \| Matteo Trentin \| UAE Team Emirates \| + 0" \| \| \| 4. \| Sonny Colbrelli \| Bahrain Victorious \| + 0" \| \| \| 5. \| Michael Matthews \| Team BikeExchange \| + 0" \| \| \| 6. \| Stefan Küng \| Groupama-FDJ \| + 0" \| \| \| 7. \| Nathan Van Hooydonck \| Jumbo-Visma \| + 3" \| \| \| 8. \| Dylan van Baarle \| Ineos Grenadiers \| + 52" \| \| \| 9. \| Anthony Turgis \| Total Direct Énergie \| + 54" \| \| \| 10. \| Gianni Vermeersch \| Alpecin-Fenix \| + 1' 25" \| \| |                      |                      |            |
| |                      |                      |            |
| Kilder: ProCyclingStats Cycling Quotient |                      |                      |            |
| Samlede stilling |                      |                      |            |
| Rytter | Rytter               | Hold                 | Tid        |
| 1. | Wout van Aert        | Jumbo-Visma          | 5t 45' 11" |
| 2. | Giacomo Nizzolo      | Qhubeka Assos        | + 0"       |
| 3. | Matteo Trentin       | UAE Team Emirates    | + 0"       |
| 4. | Sonny Colbrelli      | Bahrain Victorious   | + 0"       |
| 5. | Michael Matthews     | Team BikeExchange    | + 0"       |
| 6. | Stefan Küng          | Groupama-FDJ         | + 0"       |
| 7. | Nathan Van Hooydonck | Jumbo-Visma          | + 3"       |
| 8. | Dylan van Baarle     | Ineos Grenadiers     | + 52"      |
| 9. | Anthony Turgis       | Total Direct Énergie | + 54"      |
| 10. | Gianni Vermeersch    | Alpecin-Fenix        | + 1' 25"   |

## Hold og ryttere
| UCI WorldTeams (19)- AG2R Citroën Team - Astana-Premier Tech - Bahrain Victorious - Bora-Hansgrohe - Cofidis - Deceuninck-Quick Step - EF Education-Nippo - Groupama-FDJ - Ineos Grenadiers - Intermarché-Wanty-Gobert Matériaux - Israel Start-Up Nation - Jumbo-Visma - Lotto Soudal - Movistar Team - Team BikeExchange - Team DSM - Qhubeka Assos - Trek-Segafredo - UAE Team Emirates UCI ProTeams (6)- Alpecin-Fenix - Arkéa-Samsic - B&B Hotels p/b KTM - Bingoal Pauwels Sauces WB - Sport Vlaanderen-Baloise - Total Direct Énergie |
| |

### Danske ryttere
| Danske ryttere på startlisten |                      |                        |           |
| Rygnummer                     | Rytter               | Hold                   | Placering |
| 1                             | Mads Pedersen        | Trek-Segafredo         | DNS       |
| 14                            | Michael Mørkøv       | Deceuninck-Quick Step  | 51        |
| 72                            | Mads Würtz Schmidt   | Israel Start-Up Nation | DNF       |
| 131                           | Søren Kragh Andersen | Team DSM               | 35        |
| 135                           | Casper Pedersen      | Team DSM               | DNF       |
| 143                           | Andreas Stokbro      | Team Qhubeka Assos     | 66        |
| 145                           | Emil Vinjebo         | Team Qhubeka Assos     | 71        |
| 153                           | Mikkel Bjerg         | UAE Team Emirates      | DNS       |

* DNF = gennemførte ikke

* DNS = stillede ikke til start

### Startliste
| Trek-Segafredo TFS | Trek-Segafredo TFS   | Trek-Segafredo TFS |
| ------------------ | -------------------- | ------------------ |
| Nr.                | Rytter               | Placering          |
| 1                  | Mads Pedersen (DEN)  | DNS                |
| 2                  | Jasper Stuyven (BEL) | DNS                |
| 3                  | Edward Theuns (BEL)  | DNS                |
| 4                  | Kiel Reijnen (USA)   | DNS                |
| 5                  | Quinn Simmons (USA)  | DNS                |
| 6                  | Koen de Kort (NED)   | DNS                |
| 7                  | Ryan Mullen (IRL)    | DNS                |

| Deceuninck-Quick Step DQT | Deceuninck-Quick Step DQT | Deceuninck-Quick Step DQT |
| ------------------------- | ------------------------- | ------------------------- |
| Nr.                       | Rytter                    | Placering                 |
| 11                        | Yves Lampaert (BEL)       | 14.                       |
| 12                        | Sam Bennett (IRL)         | 55.                       |
| 13                        | Davide Ballerini (ITA)    | 52.                       |
| 14                        | Michael Mørkøv (DEN)      | 51.                       |
| 15                        | Stijn Steels (BEL)        | 83.                       |
| 16                        | Zdeněk Štybar (CZE)       | 25.                       |
| 17                        | Bert Van Lerberghe (BEL)  | 20.                       |

| Lotto-Soudal LTS | Lotto-Soudal LTS         | Lotto-Soudal LTS |
| ---------------- | ------------------------ | ---------------- |
| Nr.              | Rytter                   | Placering        |
| 21               | Philippe Gilbert (BEL)   | DNF              |
| 22               | John Degenkolb (GER)     | 27.              |
| 23               | Frederik Frison (BEL)    | 36.              |
| 24               | Jasper De Buyst (BEL)    | DNF              |
| 25               | Brent Van Moer (BEL)     | 49.              |
| 26               | Roger Kluge (GER)        | DNF              |
| 27               | Florian Vermeersch (BEL) | DNF              |

| Intermarché-Wanty-Gobert Matériaux IWG | Intermarché-Wanty-Gobert Matériaux IWG | Intermarché-Wanty-Gobert Matériaux IWG |
| -------------------------------------- | -------------------------------------- | -------------------------------------- |
| Nr.                                    | Rytter                                 | Placering                              |
| 31                                     | Andrea Pasqualon (ITA)                 | DNF                                    |
| 32                                     | Taco van der Hoorn (NED)               | DNF                                    |
| 33                                     | Aimé De Gendt (BEL)                    | 30.                                    |
| 34                                     | Boy van Poppel (NED)                   | 65.                                    |
| 35                                     | Danny van Poppel (NED)                 | 23.                                    |
| 36                                     | Pieter Vanspeybrouck (BEL)             | DNF                                    |
| 37                                     | Loïc Vliegen (BEL)                     | DNF                                    |

| AG2R Citroën Team ACT | AG2R Citroën Team ACT   | AG2R Citroën Team ACT |
| --------------------- | ----------------------- | --------------------- |
| Nr.                   | Rytter                  | Placering             |
| 41                    | Greg Van Avermaet (BEL) | 12.                   |
| 42                    | Oliver Naesen (BEL)     | 16.                   |
| 43                    | Stan Dewulf (BEL)       | DNF                   |
| 44                    | Gijs Van Hoecke (BEL)   | DNF                   |
| 45                    | Michael Schär (SUI)     | 89.                   |
| 46                    | Damien Touzé (FRA)      | DNF                   |
| 47                    | Julien Duval (FRA)      | DNF                   |

| Jumbo-Visma TJV | Jumbo-Visma TJV            | Jumbo-Visma TJV |
| --------------- | -------------------------- | --------------- |
| Nr.             | Rytter                     | Placering       |
| 51              | Wout van Aert (BEL)        | 1.              |
| 52              | Pascal Eenkhoorn (NED)     | 80.             |
| 53              | Timo Roosen (NED)          | 47.             |
| 54              | Edoardo Affini (ITA)       | DNF             |
| 55              | Jos van Emden (NED)        | 79.             |
| 56              | Nathan Van Hooydonck (BEL) | 7.              |
| 57              | Maarten Wynants (BEL)      | 46.             |

| Bora-Hansgrohe BOH | Bora-Hansgrohe BOH        | Bora-Hansgrohe BOH |
| ------------------ | ------------------------- | ------------------ |
| Nr.                | Rytter                    | Placering          |
| 61                 | Nils Politt (GER)         | DNS                |
| 62                 | Pascal Ackermann (GER)    | DNS                |
| 63                 | Marcus Burghardt (GER)    | DNS                |
| 64                 | Daniel Oss (ITA)          | DNS                |
| 65                 | Michael Schwarzmann (GER) | DNS                |
| 66                 | Maciej Bodnar (POL)       | DNS                |
| 67                 | Rüdiger Selig (GER)       | DNS                |

| Israel Start-Up Nation ISN | Israel Start-Up Nation ISN | Israel Start-Up Nation ISN |
| -------------------------- | -------------------------- | -------------------------- |
| Nr.                        | Rytter                     | Placering                  |
| 71                         | Sep Vanmarcke (BEL)        | DNF                        |
| 72                         | Mads Würtz Schmidt (DEN)   | DNF                        |
| 73                         | André Greipel (GER)        | DNF                        |
| 74                         | Hugo Hofstetter (FRA)      | 45.                        |
| 75                         | Alexis Renard (FRA)        | DNF                        |
| 76                         | Tom Van Asbroeck (BEL)     | 31.                        |
| 77                         | Rick Zabel (GER)           | 67.                        |

| Bahrain Victorious TBV | Bahrain Victorious TBV  | Bahrain Victorious TBV |
| ---------------------- | ----------------------- | ---------------------- |
| Nr.                    | Rytter                  | Placering              |
| 81                     | Heinrich Haussler (AUS) | 29.                    |
| 82                     | Sonny Colbrelli (ITA)   | 4.                     |
| 83                     | Fred Wright (GBR)       | DNF                    |
| 84                     | Marco Haller (AUT)      | DNF                    |
| 85                     | Phil Bauhaus (GER)      | DNF                    |
| 86                     | Jonathan Milan (ITA)    | DNF                    |
| 87                     | Marcel Sieberg (GER)    | 68.                    |

| Astana-Premier Tech APT | Astana-Premier Tech APT | Astana-Premier Tech APT |
| ----------------------- | ----------------------- | ----------------------- |
| Nr.                     | Rytter                  | Placering               |
| 91                      | Jevgenij Fedorov (KAZ)  | DNF                     |
| 92                      | Jevgenij Giditj (KAZ)   | DNF                     |
| 93                      | Dmitrij Gruzdev (KAZ)   | 72.                     |
| 94                      | Hugo Houle (CAN)        | DNF                     |
| 95                      | Artjom Zakharov (KAZ)   | 61.                     |
| 97                      | Benjamin Perry (CAN)    | 88.                     |

| Cofidis COF | Cofidis COF              | Cofidis COF |
| ----------- | ------------------------ | ----------- |
| Nr.         | Rytter                   | Placering   |
| 101         | Christophe Laporte (FRA) | 78.         |
| 102         | Simone Consonni (ITA)    | 62.         |
| 103         | Jempy Drucker (LUX)      | 87.         |
| 104         | Piet Allegaert (BEL)     | DNF         |
| 105         | André Carvalho (POR)     | DNF         |
| 106         | Kenneth Vanbilsen (BEL)  | DNF         |
| 107         | Jelle Wallays (BEL)      | DNF         |

| Team BikeExchange BEX | Team BikeExchange BEX       | Team BikeExchange BEX |
| --------------------- | --------------------------- | --------------------- |
| Nr.                   | Rytter                      | Placering             |
| 111                   | Jack Bauer (NZL)            | 15.                   |
| 112                   | Luke Durbridge (AUS)        | 41.                   |
| 113                   | Alexander Edmondson (AUS)   | DNF                   |
| 114                   | Amund Grøndahl Jansen (NOR) | DNF                   |
| 115                   | Luka Mezgec (SLO)           | DNF                   |
| 116                   | Michael Matthews (AUS)      | 5.                    |
| 117                   | Robert Stannard (AUS)       | 32.                   |

| Movistar Team MOV | Movistar Team MOV         | Movistar Team MOV |
| ----------------- | ------------------------- | ----------------- |
| Nr.               | Rytter                    | Placering         |
| 121               | Gabriel Cullaigh (GBR)    | DNF               |
| 122               | Imanol Erviti (ESP)       | 24.               |
| 123               | Iván García Cortina (ESP) | 18.               |
| 124               | Juri Hollmann (GER)       | 64.               |
| 125               | Johan Jacobs (SUI)        | 69.               |
| 126               | Lluís Mas (ESP)           | 48.               |
| 127               | Sebastián Mora (ESP)      | DNF               |

| Team DSM DSM | Team DSM DSM               | Team DSM DSM |
| ------------ | -------------------------- | ------------ |
| Nr.          | Rytter                     | Placering    |
| 131          | Søren Kragh Andersen (DEN) | 35.          |
| 132          | Nico Denz (GER)            | DNF          |
| 133          | Cees Bol (NED)             | DNF          |
| 134          | Niklas Märkl (GER)         | DNF          |
| 135          | Casper Pedersen (DEN)      | DNF          |
| 136          | Nils Eekhoff (NED)         | 81.          |
| 137          | Jasha Sütterlin (GER)      | DNF          |

| Qhubeka Assos TQA | Qhubeka Assos TQA                | Qhubeka Assos TQA |
| ----------------- | -------------------------------- | ----------------- |
| Nr.               | Rytter                           | Placering         |
| 141               | Giacomo Nizzolo (ITA) (landevej) | 2.                |
| 142               | Michael Gogl (AUT)               | DNF               |
| 143               | Andreas Stokbro (DEN)            | 66.               |
| 144               | Dimitri Claeys (BEL)             | 33.               |
| 145               | Emil Vinjebo (DEN)               | 71.               |
| 146               | Max Walscheid (GER)              | 26.               |
| 147               | Łukasz Wiśniowski (POL)          | DNF               |

| UAE Team Emirates UAD | UAE Team Emirates UAD              | UAE Team Emirates UAD |
| --------------------- | ---------------------------------- | --------------------- |
| Nr.                   | Rytter                             | Placering             |
| 151                   | Alexander Kristoff (NOR)           | 28.                   |
| 152                   | Sven Erik Bystrøm (NOR) (landevej) | 13.                   |
| 153                   | Mikkel Bjerg (DEN)                 | DNS                   |
| 154                   | Ryan Gibbons (RSA)                 | 39.                   |
| 155                   | Maximiliano Richeze (ARG)          | DNF                   |
| 156                   | Ivo Oliveira (POR)                 | DNF                   |
| 157                   | Matteo Trentin (ITA)               | 3.                    |

| EF Education-Nippo EFN | EF Education-Nippo EFN      | EF Education-Nippo EFN |
| ---------------------- | --------------------------- | ---------------------- |
| Nr.                    | Rytter                      | Placering              |
| 161                    | Alberto Bettiol (ITA)       | DNF                    |
| 162                    | Jens Keukeleire (BEL)       | DNF                    |
| 163                    | Stefan Bissegger (SUI)      | 50.                    |
| 164                    | Fumiyuki Beppu (JPN)        | DNF                    |
| 165                    | Daniel Arroyave Cañas (COL) | DNF                    |
| 166                    | Sebastian Langeveld (NED)   | DNF                    |
| 167                    | Jonas Rutsch (GER)          | 56.                    |

| Groupama-FDJ GFC | Groupama-FDJ GFC               | Groupama-FDJ GFC |
| ---------------- | ------------------------------ | ---------------- |
| Nr.              | Rytter                         | Placering        |
| 171              | Arnaud Démare (FRA) (landevej) | 44.              |
| 172              | Kevin Geniets (LUX)            | DNF              |
| 173              | Stefan Küng (SUI) (landevej)   | 6.               |
| 174              | Olivier Le Gac (FRA)           | 37.              |
| 175              | Jacopo Guarnieri (ITA)         | DNF              |
| 176              | Fabian Lienhard (SUI)          | 73.              |
| 177              | Ramon Sinkeldam (NED)          | DNF              |

| Ineos Grenadiers IGD | Ineos Grenadiers IGD   | Ineos Grenadiers IGD |
| -------------------- | ---------------------- | -------------------- |
| Nr.                  | Rytter                 | Placering            |
| 181                  | Andrey Amador (CRC)    | 90.                  |
| 182                  | Owain Doull (GBR)      | 17.                  |
| 183                  | Michał Gołaś (POL)     | 21.                  |
| 185                  | Leonardo Basso (ITA)   | 74.                  |
| 186                  | Dylan van Baarle (NED) | 8.                   |
| 187                  | Cameron Wurf (AUS)     | DNF                  |

| Sport Vlaanderen-Baloise SVB | Sport Vlaanderen-Baloise SVB | Sport Vlaanderen-Baloise SVB |
| ---------------------------- | ---------------------------- | ---------------------------- |
| Nr.                          | Rytter                       | Placering                    |
| 191                          | Cedric Beullens (BEL)        | 70.                          |
| 193                          | Arne Marit (BEL)             | DNF                          |
| 194                          | Fabio Van den Bossche (BEL)  | 84.                          |
| 195                          | Lindsay De Vylder (BEL)      | DNF                          |
| 196                          | Jordi Warlop (BEL)           | 85.                          |
| 197                          | Thimo Willems (BEL)          | 63.                          |
| 198                          | Robbe Ghys (BEL)             | 91.                          |

| Alpecin-Fenix AFC | Alpecin-Fenix AFC       | Alpecin-Fenix AFC |
| ----------------- | ----------------------- | ----------------- |
| Nr.               | Rytter                  | Placering         |
| 201               | Jasper Philipsen (BEL)  | 38.               |
| 202               | Tim Merlier (BEL)       | 34.               |
| 203               | Silvan Dillier (SUI)    | 75.               |
| 204               | Jonas Rickaert (BEL)    | 43.               |
| 205               | Oscar Riesebeek (NED)   | 40.               |
| 206               | Scott Thwaites (GBR)    | DNF               |
| 207               | Gianni Vermeersch (BEL) | 10.               |

| Bingoal Pauwels Sauces WB BWB | Bingoal Pauwels Sauces WB BWB | Bingoal Pauwels Sauces WB BWB |
| ----------------------------- | ----------------------------- | ----------------------------- |
| Nr.                           | Rytter                        | Placering                     |
| 211                           | Timothy Dupont (BEL)          | 42.                           |
| 212                           | Jonas Castrique (BEL)         | 86.                           |
| 213                           | Laurenz Rex (BEL)             | DNF                           |
| 214                           | Ludovic Robeet (BEL)          | DNF                           |
| 215                           | Milan Menten (BEL)            | 60.                           |
| 216                           | Jelle Vanendert (BEL)         | DNF                           |
| 217                           | Kenny Molly (BEL)             | 76.                           |

| B&B Hotels p/b KTM BBK | B&B Hotels p/b KTM BBK   | B&B Hotels p/b KTM BBK |
| ---------------------- | ------------------------ | ---------------------- |
| Nr.                    | Rytter                   | Placering              |
| 221                    | Bryan Coquard (FRA)      | 53.                    |
| 222                    | Julien Morice (FRA)      | DNF                    |
| 223                    | Bert De Backer (BEL)     | 77.                    |
| 224                    | Jens Debusschere (BEL)   | 57.                    |
| 225                    | Jérémy Lecroq (FRA)      | 11.                    |
| 226                    | Cyril Lemoine (FRA)      | 22.                    |
| 227                    | Jonas Vangenechten (BEL) | DNF                    |

| Arkéa-Samsic ARK | Arkéa-Samsic ARK        | Arkéa-Samsic ARK |
| ---------------- | ----------------------- | ---------------- |
| Nr.              | Rytter                  | Placering        |
| 231              | Amaury Capiot (BEL)     | DNF              |
| 232              | Benjamin Declercq (BEL) | DNF              |
| 233              | Clément Russo (FRA)     | DNF              |
| 234              | Connor Swift (GBR)      | 82.              |
| 235              | Bram Welten (NED)       | DNF              |
| 236              | Daniel McLay (GBR)      | 54.              |
| 237              | Christophe Noppe (BEL)  | DNF              |

| Total Direct Énergie TDE | Total Direct Énergie TDE   | Total Direct Énergie TDE |
| ------------------------ | -------------------------- | ------------------------ |
| Nr.                      | Rytter                     | Placering                |
| 241                      | Niki Terpstra (NED)        | 59.                      |
| 242                      | Damien Gaudin (FRA)        | DNF                      |
| 243                      | Adrien Petit (FRA)         | 58.                      |
| 244                      | Geoffrey Soupe (FRA)       | DNF                      |
| 245                      | Edvald Boasson Hagen (NOR) | DNF                      |
| 246                      | Anthony Turgis (FRA)       | 9.                       |
| 247                      | Dries Van Gestel (BEL)     | 19.                      |

| Trek-Segafredo TFS | Trek-Segafredo TFS   | Trek-Segafredo TFS |
| ------------------ | -------------------- | ------------------ |
| Nr.                | Rytter               | Placering          |
| 1                  | Mads Pedersen (DEN)  | DNS                |
| 2                  | Jasper Stuyven (BEL) | DNS                |
| 3                  | Edward Theuns (BEL)  | DNS                |
| 4                  | Kiel Reijnen (USA)   | DNS                |
| 5                  | Quinn Simmons (USA)  | DNS                |
| 6                  | Koen de Kort (NED)   | DNS                |
| 7                  | Ryan Mullen (IRL)    | DNS                |

| Deceuninck-Quick Step DQT | Deceuninck-Quick Step DQT | Deceuninck-Quick Step DQT |
| ------------------------- | ------------------------- | ------------------------- |
| Nr.                       | Rytter                    | Placering                 |
| 11                        | Yves Lampaert (BEL)       | 14.                       |
| 12                        | Sam Bennett (IRL)         | 55.                       |
| 13                        | Davide Ballerini (ITA)    | 52.                       |
| 14                        | Michael Mørkøv (DEN)      | 51.                       |
| 15                        | Stijn Steels (BEL)        | 83.                       |
| 16                        | Zdeněk Štybar (CZE)       | 25.                       |
| 17                        | Bert Van Lerberghe (BEL)  | 20.                       |

| Lotto-Soudal LTS | Lotto-Soudal LTS         | Lotto-Soudal LTS |
| ---------------- | ------------------------ | ---------------- |
| Nr.              | Rytter                   | Placering        |
| 21               | Philippe Gilbert (BEL)   | DNF              |
| 22               | John Degenkolb (GER)     | 27.              |
| 23               | Frederik Frison (BEL)    | 36.              |
| 24               | Jasper De Buyst (BEL)    | DNF              |
| 25               | Brent Van Moer (BEL)     | 49.              |
| 26               | Roger Kluge (GER)        | DNF              |
| 27               | Florian Vermeersch (BEL) | DNF              |

| Intermarché-Wanty-Gobert Matériaux IWG | Intermarché-Wanty-Gobert Matériaux IWG | Intermarché-Wanty-Gobert Matériaux IWG |
| -------------------------------------- | -------------------------------------- | -------------------------------------- |
| Nr.                                    | Rytter                                 | Placering                              |
| 31                                     | Andrea Pasqualon (ITA)                 | DNF                                    |
| 32                                     | Taco van der Hoorn (NED)               | DNF                                    |
| 33                                     | Aimé De Gendt (BEL)                    | 30.                                    |
| 34                                     | Boy van Poppel (NED)                   | 65.                                    |
| 35                                     | Danny van Poppel (NED)                 | 23.                                    |
| 36                                     | Pieter Vanspeybrouck (BEL)             | DNF                                    |
| 37                                     | Loïc Vliegen (BEL)                     | DNF                                    |

| AG2R Citroën Team ACT | AG2R Citroën Team ACT   | AG2R Citroën Team ACT |
| --------------------- | ----------------------- | --------------------- |
| Nr.                   | Rytter                  | Placering             |
| 41                    | Greg Van Avermaet (BEL) | 12.                   |
| 42                    | Oliver Naesen (BEL)     | 16.                   |
| 43                    | Stan Dewulf (BEL)       | DNF                   |
| 44                    | Gijs Van Hoecke (BEL)   | DNF                   |
| 45                    | Michael Schär (SUI)     | 89.                   |
| 46                    | Damien Touzé (FRA)      | DNF                   |
| 47                    | Julien Duval (FRA)      | DNF                   |

| Jumbo-Visma TJV | Jumbo-Visma TJV            | Jumbo-Visma TJV |
| --------------- | -------------------------- | --------------- |
| Nr.             | Rytter                     | Placering       |
| 51              | Wout van Aert (BEL)        | 1.              |
| 52              | Pascal Eenkhoorn (NED)     | 80.             |
| 53              | Timo Roosen (NED)          | 47.             |
| 54              | Edoardo Affini (ITA)       | DNF             |
| 55              | Jos van Emden (NED)        | 79.             |
| 56              | Nathan Van Hooydonck (BEL) | 7.              |
| 57              | Maarten Wynants (BEL)      | 46.             |

| Bora-Hansgrohe BOH | Bora-Hansgrohe BOH        | Bora-Hansgrohe BOH |
| ------------------ | ------------------------- | ------------------ |
| Nr.                | Rytter                    | Placering          |
| 61                 | Nils Politt (GER)         | DNS                |
| 62                 | Pascal Ackermann (GER)    | DNS                |
| 63                 | Marcus Burghardt (GER)    | DNS                |
| 64                 | Daniel Oss (ITA)          | DNS                |
| 65                 | Michael Schwarzmann (GER) | DNS                |
| 66                 | Maciej Bodnar (POL)       | DNS                |
| 67                 | Rüdiger Selig (GER)       | DNS                |

| Israel Start-Up Nation ISN | Israel Start-Up Nation ISN | Israel Start-Up Nation ISN |
| -------------------------- | -------------------------- | -------------------------- |
| Nr.                        | Rytter                     | Placering                  |
| 71                         | Sep Vanmarcke (BEL)        | DNF                        |
| 72                         | Mads Würtz Schmidt (DEN)   | DNF                        |
| 73                         | André Greipel (GER)        | DNF                        |
| 74                         | Hugo Hofstetter (FRA)      | 45.                        |
| 75                         | Alexis Renard (FRA)        | DNF                        |
| 76                         | Tom Van Asbroeck (BEL)     | 31.                        |
| 77                         | Rick Zabel (GER)           | 67.                        |

| Bahrain Victorious TBV | Bahrain Victorious TBV  | Bahrain Victorious TBV |
| ---------------------- | ----------------------- | ---------------------- |
| Nr.                    | Rytter                  | Placering              |
| 81                     | Heinrich Haussler (AUS) | 29.                    |
| 82                     | Sonny Colbrelli (ITA)   | 4.                     |
| 83                     | Fred Wright (GBR)       | DNF                    |
| 84                     | Marco Haller (AUT)      | DNF                    |
| 85                     | Phil Bauhaus (GER)      | DNF                    |
| 86                     | Jonathan Milan (ITA)    | DNF                    |
| 87                     | Marcel Sieberg (GER)    | 68.                    |

| Astana-Premier Tech APT | Astana-Premier Tech APT | Astana-Premier Tech APT |
| ----------------------- | ----------------------- | ----------------------- |
| Nr.                     | Rytter                  | Placering               |
| 91                      | Jevgenij Fedorov (KAZ)  | DNF                     |
| 92                      | Jevgenij Giditj (KAZ)   | DNF                     |
| 93                      | Dmitrij Gruzdev (KAZ)   | 72.                     |
| 94                      | Hugo Houle (CAN)        | DNF                     |
| 95                      | Artjom Zakharov (KAZ)   | 61.                     |
| 97                      | Benjamin Perry (CAN)    | 88.                     |

| Cofidis COF | Cofidis COF              | Cofidis COF |
| ----------- | ------------------------ | ----------- |
| Nr.         | Rytter                   | Placering   |
| 101         | Christophe Laporte (FRA) | 78.         |
| 102         | Simone Consonni (ITA)    | 62.         |
| 103         | Jempy Drucker (LUX)      | 87.         |
| 104         | Piet Allegaert (BEL)     | DNF         |
| 105         | André Carvalho (POR)     | DNF         |
| 106         | Kenneth Vanbilsen (BEL)  | DNF         |
| 107         | Jelle Wallays (BEL)      | DNF         |

| Team BikeExchange BEX | Team BikeExchange BEX       | Team BikeExchange BEX |
| --------------------- | --------------------------- | --------------------- |
| Nr.                   | Rytter                      | Placering             |
| 111                   | Jack Bauer (NZL)            | 15.                   |
| 112                   | Luke Durbridge (AUS)        | 41.                   |
| 113                   | Alexander Edmondson (AUS)   | DNF                   |
| 114                   | Amund Grøndahl Jansen (NOR) | DNF                   |
| 115                   | Luka Mezgec (SLO)           | DNF                   |
| 116                   | Michael Matthews (AUS)      | 5.                    |
| 117                   | Robert Stannard (AUS)       | 32.                   |

| Movistar Team MOV | Movistar Team MOV         | Movistar Team MOV |
| ----------------- | ------------------------- | ----------------- |
| Nr.               | Rytter                    | Placering         |
| 121               | Gabriel Cullaigh (GBR)    | DNF               |
| 122               | Imanol Erviti (ESP)       | 24.               |
| 123               | Iván García Cortina (ESP) | 18.               |
| 124               | Juri Hollmann (GER)       | 64.               |
| 125               | Johan Jacobs (SUI)        | 69.               |
| 126               | Lluís Mas (ESP)           | 48.               |
| 127               | Sebastián Mora (ESP)      | DNF               |

| Team DSM DSM | Team DSM DSM               | Team DSM DSM |
| ------------ | -------------------------- | ------------ |
| Nr.          | Rytter                     | Placering    |
| 131          | Søren Kragh Andersen (DEN) | 35.          |
| 132          | Nico Denz (GER)            | DNF          |
| 133          | Cees Bol (NED)             | DNF          |
| 134          | Niklas Märkl (GER)         | DNF          |
| 135          | Casper Pedersen (DEN)      | DNF          |
| 136          | Nils Eekhoff (NED)         | 81.          |
| 137          | Jasha Sütterlin (GER)      | DNF          |

| Qhubeka Assos TQA | Qhubeka Assos TQA                | Qhubeka Assos TQA |
| ----------------- | -------------------------------- | ----------------- |
| Nr.               | Rytter                           | Placering         |
| 141               | Giacomo Nizzolo (ITA) (landevej) | 2.                |
| 142               | Michael Gogl (AUT)               | DNF               |
| 143               | Andreas Stokbro (DEN)            | 66.               |
| 144               | Dimitri Claeys (BEL)             | 33.               |
| 145               | Emil Vinjebo (DEN)               | 71.               |
| 146               | Max Walscheid (GER)              | 26.               |
| 147               | Łukasz Wiśniowski (POL)          | DNF               |

| UAE Team Emirates UAD | UAE Team Emirates UAD              | UAE Team Emirates UAD |
| --------------------- | ---------------------------------- | --------------------- |
| Nr.                   | Rytter                             | Placering             |
| 151                   | Alexander Kristoff (NOR)           | 28.                   |
| 152                   | Sven Erik Bystrøm (NOR) (landevej) | 13.                   |
| 153                   | Mikkel Bjerg (DEN)                 | DNS                   |
| 154                   | Ryan Gibbons (RSA)                 | 39.                   |
| 155                   | Maximiliano Richeze (ARG)          | DNF                   |
| 156                   | Ivo Oliveira (POR)                 | DNF                   |
| 157                   | Matteo Trentin (ITA)               | 3.                    |

| EF Education-Nippo EFN | EF Education-Nippo EFN      | EF Education-Nippo EFN |
| ---------------------- | --------------------------- | ---------------------- |
| Nr.                    | Rytter                      | Placering              |
| 161                    | Alberto Bettiol (ITA)       | DNF                    |
| 162                    | Jens Keukeleire (BEL)       | DNF                    |
| 163                    | Stefan Bissegger (SUI)      | 50.                    |
| 164                    | Fumiyuki Beppu (JPN)        | DNF                    |
| 165                    | Daniel Arroyave Cañas (COL) | DNF                    |
| 166                    | Sebastian Langeveld (NED)   | DNF                    |
| 167                    | Jonas Rutsch (GER)          | 56.                    |

| Groupama-FDJ GFC | Groupama-FDJ GFC               | Groupama-FDJ GFC |
| ---------------- | ------------------------------ | ---------------- |
| Nr.              | Rytter                         | Placering        |
| 171              | Arnaud Démare (FRA) (landevej) | 44.              |
| 172              | Kevin Geniets (LUX)            | DNF              |
| 173              | Stefan Küng (SUI) (landevej)   | 6.               |
| 174              | Olivier Le Gac (FRA)           | 37.              |
| 175              | Jacopo Guarnieri (ITA)         | DNF              |
| 176              | Fabian Lienhard (SUI)          | 73.              |
| 177              | Ramon Sinkeldam (NED)          | DNF              |

| Ineos Grenadiers IGD | Ineos Grenadiers IGD   | Ineos Grenadiers IGD |
| -------------------- | ---------------------- | -------------------- |
| Nr.                  | Rytter                 | Placering            |
| 181                  | Andrey Amador (CRC)    | 90.                  |
| 182                  | Owain Doull (GBR)      | 17.                  |
| 183                  | Michał Gołaś (POL)     | 21.                  |
| 185                  | Leonardo Basso (ITA)   | 74.                  |
| 186                  | Dylan van Baarle (NED) | 8.                   |
| 187                  | Cameron Wurf (AUS)     | DNF                  |

| Sport Vlaanderen-Baloise SVB | Sport Vlaanderen-Baloise SVB | Sport Vlaanderen-Baloise SVB |
| ---------------------------- | ---------------------------- | ---------------------------- |
| Nr.                          | Rytter                       | Placering                    |
| 191                          | Cedric Beullens (BEL)        | 70.                          |
| 193                          | Arne Marit (BEL)             | DNF                          |
| 194                          | Fabio Van den Bossche (BEL)  | 84.                          |
| 195                          | Lindsay De Vylder (BEL)      | DNF                          |
| 196                          | Jordi Warlop (BEL)           | 85.                          |
| 197                          | Thimo Willems (BEL)          | 63.                          |
| 198                          | Robbe Ghys (BEL)             | 91.                          |

| Alpecin-Fenix AFC | Alpecin-Fenix AFC       | Alpecin-Fenix AFC |
| ----------------- | ----------------------- | ----------------- |
| Nr.               | Rytter                  | Placering         |
| 201               | Jasper Philipsen (BEL)  | 38.               |
| 202               | Tim Merlier (BEL)       | 34.               |
| 203               | Silvan Dillier (SUI)    | 75.               |
| 204               | Jonas Rickaert (BEL)    | 43.               |
| 205               | Oscar Riesebeek (NED)   | 40.               |
| 206               | Scott Thwaites (GBR)    | DNF               |
| 207               | Gianni Vermeersch (BEL) | 10.               |

| Bingoal Pauwels Sauces WB BWB | Bingoal Pauwels Sauces WB BWB | Bingoal Pauwels Sauces WB BWB |
| ----------------------------- | ----------------------------- | ----------------------------- |
| Nr.                           | Rytter                        | Placering                     |
| 211                           | Timothy Dupont (BEL)          | 42.                           |
| 212                           | Jonas Castrique (BEL)         | 86.                           |
| 213                           | Laurenz Rex (BEL)             | DNF                           |
| 214                           | Ludovic Robeet (BEL)          | DNF                           |
| 215                           | Milan Menten (BEL)            | 60.                           |
| 216                           | Jelle Vanendert (BEL)         | DNF                           |
| 217                           | Kenny Molly (BEL)             | 76.                           |

| B&B Hotels p/b KTM BBK | B&B Hotels p/b KTM BBK   | B&B Hotels p/b KTM BBK |
| ---------------------- | ------------------------ | ---------------------- |
| Nr.                    | Rytter                   | Placering              |
| 221                    | Bryan Coquard (FRA)      | 53.                    |
| 222                    | Julien Morice (FRA)      | DNF                    |
| 223                    | Bert De Backer (BEL)     | 77.                    |
| 224                    | Jens Debusschere (BEL)   | 57.                    |
| 225                    | Jérémy Lecroq (FRA)      | 11.                    |
| 226                    | Cyril Lemoine (FRA)      | 22.                    |
| 227                    | Jonas Vangenechten (BEL) | DNF                    |

| Arkéa-Samsic ARK | Arkéa-Samsic ARK        | Arkéa-Samsic ARK |
| ---------------- | ----------------------- | ---------------- |
| Nr.              | Rytter                  | Placering        |
| 231              | Amaury Capiot (BEL)     | DNF              |
| 232              | Benjamin Declercq (BEL) | DNF              |
| 233              | Clément Russo (FRA)     | DNF              |
| 234              | Connor Swift (GBR)      | 82.              |
| 235              | Bram Welten (NED)       | DNF              |
| 236              | Daniel McLay (GBR)      | 54.              |
| 237              | Christophe Noppe (BEL)  | DNF              |

| Total Direct Énergie TDE | Total Direct Énergie TDE   | Total Direct Énergie TDE |
| ------------------------ | -------------------------- | ------------------------ |
| Nr.                      | Rytter                     | Placering                |
| 241                      | Niki Terpstra (NED)        | 59.                      |
| 242                      | Damien Gaudin (FRA)        | DNF                      |
| 243                      | Adrien Petit (FRA)         | 58.                      |
| 244                      | Geoffrey Soupe (FRA)       | DNF                      |
| 245                      | Edvald Boasson Hagen (NOR) | DNF                      |
| 246                      | Anthony Turgis (FRA)       | 9.                       |
| 247                      | Dries Van Gestel (BEL)     | 19.                      |